# 阿勒省
阿勒省（Ağrı）是位于土耳其东部与伊朗交界边境的一个省，首府阿勒。